# Ladislav Mrkvička

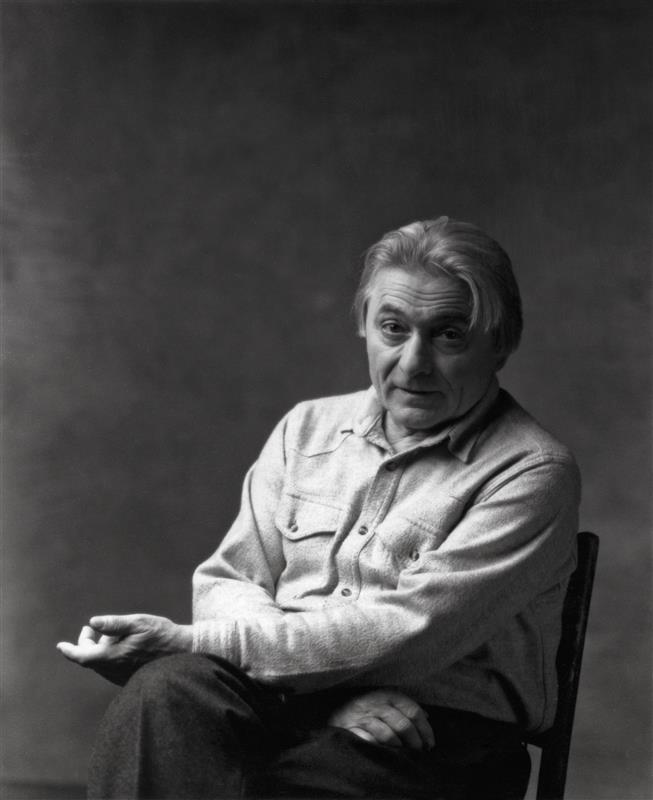
Ladislav Mrkvička

Ladislav Mrkvička (* 2. Februar 1939 in Prag; † 27. Dezember 2020 ebenda) war ein tschechischer Schauspieler.

## Leben
Ladislav Mrkvička absolvierte von 1960 bis 1962 ein Schauspielstudium an der Theaterfakultät der Akademie der Musischen Künste in Prag (DAMU). Mit seinem Abschluss spielte er in dem von Věra Chytilová inszenierten Diplomfilm Decke mit. Bereits während des Studiums war er in vereinzelten Filmrollen zu sehen. So debütierte er in einer kleinen Nebenrolle in dem von Jiří Weiss inszenierten Romeo, Julia und die Finsternis. Seitdem konnte er in seiner 60-jährigen Schauspielkarriere in über 120 Film- und Fernsehproduktionen mitwirken. Für seine Darstellung in der 2019 veröffentlichten Komödie Staříci wurde er 2020 mit einem Český lev als Bester Nebendarsteller ausgezeichnet.
Bereits während seines Studiums war Mrkvička am Theater beschäftigt. So spielte er auch danach noch an unterschiedlichen Theatern in unterschiedlichen Städten, wie am Klicpera-Theater in Hradec Králové oder in Libeň. Neben seinen Gastspielen am Divadlo Na zábradlí war er auch von 1991 bis 2016 festes Ensemblemitglied am Národní divadlo. Für seine Theaterkarriere wurde er 2019 mit dem renommierten tschechischen Theaterpreis Cena Thálie für sein Lebenswerk geehrt.

## Filmografie (Auswahl)
- 1960: Leute wie du und ich (Lidé jako ty)
- 1960: Romeo, Julia und die Finsternis (Romeo, Julie a tma)
- 1961: Die Diebe von Pavlov (Žalobníci)
- 1961: Junge Liebe (Osení)
- 1962: Decke (Strop)
- 1962: Die schwarze Dynastie (Černá dynastie)
- 1964: Das Attentat (Atentát)
- 1970: Gesicht unter der Maske (Tvář pod maskou)
- 1971: Gewagtes Spiel (Svědectví mrtvých očí)
- 1972: ...und ich grüße die Schwalben (...a pozdravuji vlaštovky)
- 1972: 1:0 für Jitka (Metráček)
- 1972: Hochzeit ohne Ring (Svatba bez prstýnků)
- 1973: Der Tod ist wählerisch (Smrt si vybírá)
- 1976–1980: Die Kriminalfälle des Majors Zeman (30 případů majora Zemana, Fernsehserie, 14 Folgen)
- 1976: Therese soll uns nicht verlassen (Terezu bych kvůli žádné holce neopustil)
- 1977 Jakub
- 1978: Flieg, Vogel, flieg! (Leť, ptáku, leť!)
- 1982: Die kleinen großen Hockeyspieler (Malý velký hokejista)
- 1984: Der dritte Haken für Kater (Třetí skoba pro Kocoura)
- 1986: Berühmte Räubergeschichten aus aller Welt (Slavné historky zbojnícké, Fernsehserie, eine Folge)
- 1986: Zwei Dickschädel (Jsi falešný hráč)
- 1989: Geschlossener Kreis (Uzavřený okruh)
- 2015: Der Kronprinz (Korunní princ)
- 2019: Staříci